# Concerto for Group and Orchestra
Concerto for Group and Orchestra ist ein Concerto, das von Jon Lord mit Texten von Ian Gillan geschrieben wurde und erstmals 1969 von der englischen Rockband Deep Purple aufgeführt und aufgenommen wurde. Es erschien im Dezember 1969 als erstes Livealbum der Band bei Tetragrammaton Records (USA) bzw. Harvest Records in Großbritannien. Da die Partituren verlorengegangen waren, wurde es 1999 mit rekonstruierter Partitur erneut aufgeführt.
Die Aufführung von 1969 gehörte, allerdings nach Ars Longa Vita Brevis von The Nice (1968), zu den ersten Kombinationen von Rockmusik mit einem großen Orchester und war wegweisend für weitere Rock-/Orchester-Aufführungen wie Procol Harum Live in Concert with the Edmonton Symphony Orchestra (1972) und Rick Wakemans Journey to the Centre of the Earth (1974).

## Geschichte
Das Concerto wurde erstmals 24. September 1969 von Deep Purple mit dem Royal Philharmonic Orchestra unter der Leitung von Malcolm Arnold in der Royal Albert Hall aufgeführt. Am 25. August 1970 wurde das Concerto ein weiteres Mal mit dem Los Angeles Philharmonic Orchestra unter der Leitung von Lawrence Foster in der Hollywood Bowl aufgeführt – im Anschluss daran gingen die Partituren verloren. Am 25. und 26. September 1999 folgte die Wiederaufführung mit rekonstruierter Partitur, erneut in der Royal Albert Hall mit dem London Symphony Orchestra unter der Leitung von Paul Mann. Für diese Wiederaufführung nahm Jon Lord einige kompositorische Anpassungen des Werks vor. Beispielsweise fügte er dem zweiten Satz eine zusätzliche Strophe hinzu. Am 6. Mai 2003 erschien ein Musikvideo/DVD einer TV-Ausstrahlung aus dem Jahr 1970. 2012 erschien eine Studioversion des Concertos mit dem Royal Liverpool Philharmonic Orchestra.

## Musikalische Form
Das Concerto ist in drei Sätze gegliedert und weist Ähnlichkeiten mit dem Concerto grosso, der Sinfonia concertante und dem Orchesterkonzert auf. Im ersten Satz Moderato-Allegro arbeiten die Band und das Orchester nach einer ausgedehnten orchestralen Einführung als individuelle Einheiten, die jeweils die Dominanz über das Hauptthema zu erlangen versuchen und wie Antagonisten zueinander agieren. Der zweite Satz Andante basiert auf zwei Themen, die vom Orchester und der Gruppe einzeln und gemeinsam in verschiedenen Arrangements gespielt werden. Mit dem Gesang von Ian Gillan integriert sich die Band zunehmend in den Orchesterklang. Im dritten Satz Vivace-Presto verweben sich die Klänge von Band und Orchester enger und die Unterschiede zwischen beiden verschwinden fast vollständig. Abgesehen von einem Schlagzeugsolo von Ian Paice wird dieser Satz wechselnd im 6/8 und 2/4-Takt gespielt.

## Titelliste

### Originalaufführung
1. Symphony No. 6, Op. 95 (Malcolm Arnold) – The Royal Philharmonic Orchestra (25:13)

- 1st Movement: Energico (9:19)
- 2nd Movement: Lento (8:52)
- 3rd Movement: Con Fuoco (7:02)

1. Hush (Joe South) – Deep Purple (4:42)
2. Wring That Neck (Ritchie Blackmore, Nick Simper, Jon Lord, Ian Paice) – Deep Purple (13:23)
3. Child in Time (Blackmore, Ian Gillan, Roger Glover, Lord, Paice) – Deep Purple (12:06)
4. Concerto for Group and Orchestra (Jon Lord, mit Text von Ian Gillan) – Deep Purple mit dem Royal Philharmonic Orchestra (51:43)

- First Movement: Moderato-Allegro (19:23)
- Second Movement: Andante (19:11)
- Third Movement: Vivace-Presto (13:09)

1. Parts of the Concerto’s Third Movement (Zugabe) (5:53)

Auf dem Album von 1969 wurde nur das Concerto for Group and Orchestra veröffentlicht.
Die Aufnahmen von Hush, Wring That Neck und Child in Time aus der Royal Albert Hall finden sich auf der 1977 erschienenen Kompilation Powerhouse.

## Bewertungen
In einem Interview für das Krankenhausradio in Huddersfield im Jahr 1970, kurz nach der Aufführung in der Royal Albert Hall, äußerte sich Arnold positiv über diese Erfahrung:

“一What strikes me about Deep Purple is their tremendous musical integrity. This is so refreshing in a commercial world. I loved working with them. They're thorough musicians. They're not trying to prove anything. They just like to play now and again with a Symphony Orchestra. They're not trying to prove any deep philosophical problem. They just want to write music that's enjoyable.”

„Was mir an Deep Purple auffällt, ist ihre enorme musikalische Integrität. Das ist so erfrischend in einer kommerziellen Welt. Ich habe es geliebt, mit ihnen zu arbeiten. Sie sind gründliche Musiker. Sie versuchen nicht, etwas zu beweisen. Sie mögen es einfach, hin und wieder mit einem Symphonieorchester zu spielen. Sie versuchen nicht, irgendein tiefes philosophisches Problem zu beweisen. Sie wollen einfach nur Musik schreiben, die Spaß macht.“

Wohingegen Ritchie Blackmores rückblickende Betrachtung 1979 in einem Interview mit der Zeitschrift Sounds weniger positiv ausfiel:

“一I was not into classical music then.  I was very very moody and just wanted to play very very loudly and jump around a lot. I couldn't believe we were playing with orchestras. We kept getting lumbered playing with them.  We started off in '68 – this is my opinion – as a relatively competent band with a lot to say but saying it all at the same time as each other. In '69 we went into the classical stuff because it was Jon Lord's big thing to write a concerto for group and orchestra. He was very sincere, but I didn't like playing it or respect the fact that we were doing it.  The orchestra was very condescending towards us, and I didn't like playing with them, so it was one big calamity onstage.  But Jon was happy with it and management was happy with it because we had a press angle, which I resented very much.

In 1970 I said, „right, we're going to make a rock and roll LP.  If this doesn't succeed I'll play in orchestras for the rest of my life“, because Jon wasn't too into hard rock.  Luckily it took off, so I didn't have to play with orchestras any more.

I love orchestras, chamber music — unaccompanied violin is my favourite.  But I respected them too much, and we just weren't in the same calibre. I'd been playing 15 years at the time, and stuck next to some dedicated violinist who's been playing for 50 years just to give an angle to the press — it's insulting.  That's why it started and ended very abruptly.”

„Ich habe mich damals nicht für klassische Musik interessiert. Ich war sehr, sehr launisch und wollte einfach nur sehr, sehr laut spielen und viel herumspringen. Ich konnte nicht glauben, dass wir mit Orchestern spielten. Wir wurden beim Spielen mit ihnen immer wieder überfordert. Wir begannen 1968 – das ist meine Meinung – als eine relativ kompetente Band, die viel zu sagen hatte, aber alles zur gleichen Zeit sagte. 1969 gingen wir in die Klassik, weil es Jon Lords große Sache war, ein Konzert für Gruppe und Orchester zu schreiben. Er war sehr aufrichtig, aber ich mochte es nicht spielen und respektierte die Tatsache nicht, dass wir es spielten. Das Orchester war uns gegenüber sehr herablassend, und ich mochte es nicht, mit ihnen zu spielen, also war es ein einziges großes Unglück auf der Bühne. Aber Jon war damit zufrieden, und das Management war es auch, weil wir einen Presseblickwinkel hatten, was ich sehr übel nahm.

1970 sagte ich: „Richtig, wir werden eine Rock'n'Roll-LP machen. Wenn das nicht gelingt, werde ich für den Rest meines Lebens in Orchestern spielen“, weil Jon nicht so sehr auf harten Rock stand. Zum Glück hat es geklappt, so dass ich nicht mehr mit Orchestern spielen musste.

Ich liebe Orchester, Kammermusik – Solo-Geige ist mein Favorit. Aber ich habe sie zu sehr respektiert, und wir waren einfach nicht vom selben Kaliber. Ich hatte damals 15 Jahre lang gespielt und neben einem engagierten Geiger gesessen, der seit 50 Jahren spielt, nur um der Presse eine Perspektive zu geben – das ist beleidigend. Deshalb begann und endete es sehr abrupt.“

## Trivia
Einige Takte des dritten Satzes des Concerto for Group and Orchestra werden in der 91. Tatort-Folge aus dem Jahr 1978 als Hintergrundmusik verwendet. 
Das Cover der Konzert-DVD In Live Concert At The Royal Albert Hall der schwedischen Metal-Band Opeth ähnelt absichtlich dem Cover von Deep Purples Concerto for Group and Orchestra in Layout, Farbgebung und Motiv. Damit möchte Opeth ihre die langjährige Liebe zur Band ihrer Prog-Rock-Wurzeln zum Ausdruck bringen.